# لا مجال للتراجع: الكفاح من أجل أمريكا التي أحب (مذكرات)

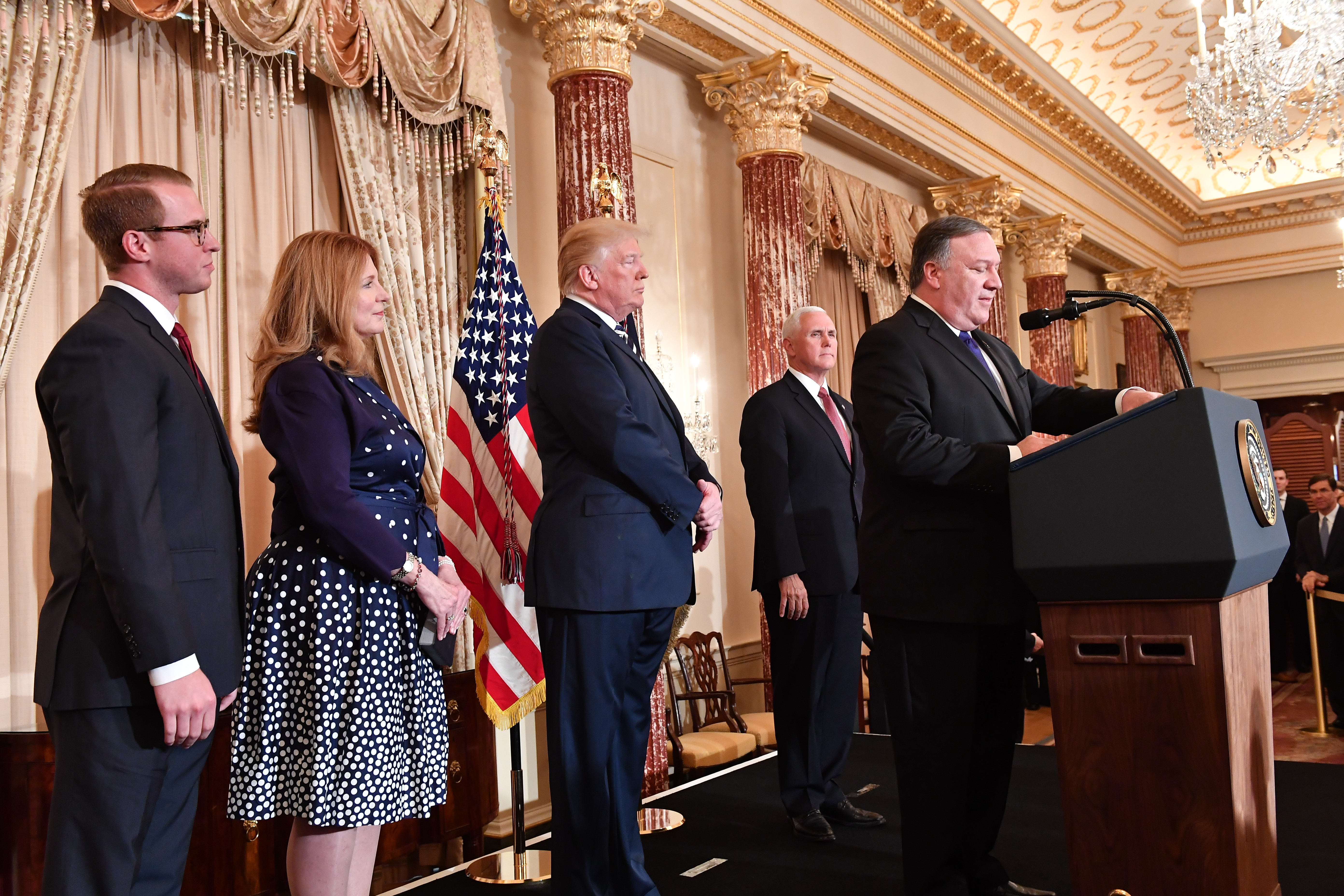
شغل بومبيو منصب وزير الخارجية في إدارة الرئيس ترامب ومدير "سي آي إيه"

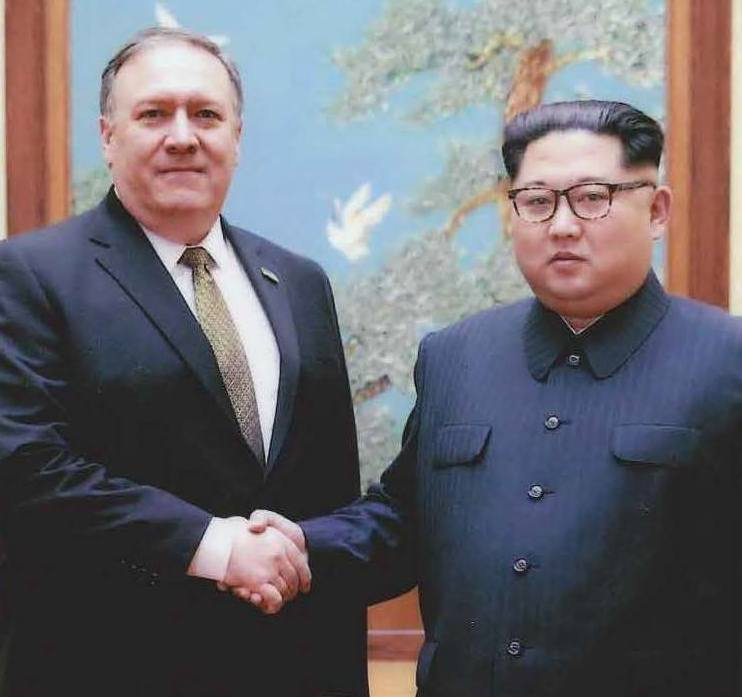
كشف بومبيو لقاءً سرياً جمعه مع زعيم كوريا الشمالية

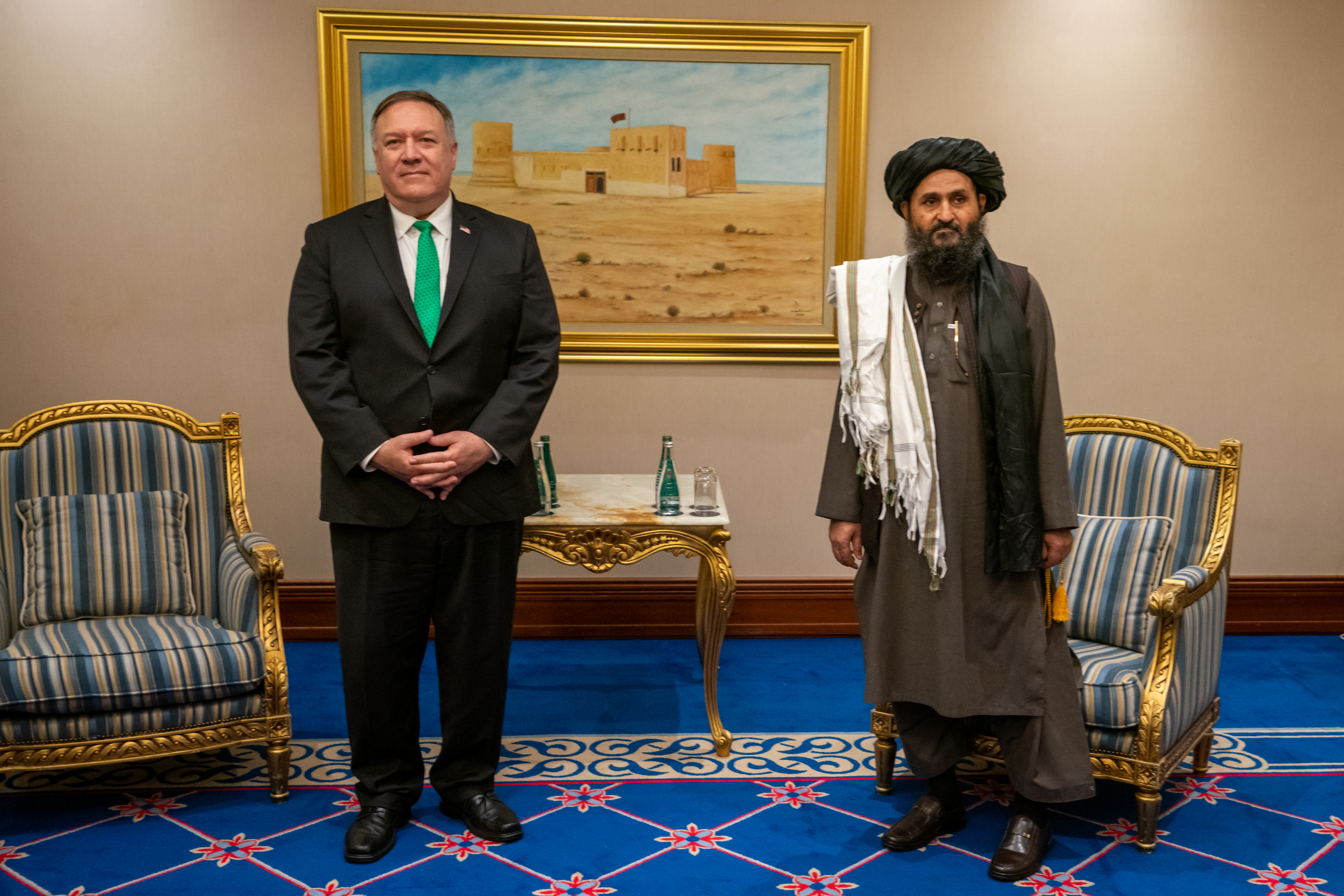
أعلن بومبيو في مذاكراته عن انطباعاته عند لقائه بحركة طالبان في اتفاق الدوحة

لا تعطي شبراً: القتال من أجل أمريكا التي أحب (بالإنجليزية: Never Give an Inch: Fighting for the America I Love)‏، هي مذكرات نشرها وزير الخارجية الأمريكي السابق في إدارة الرئيس دونالد ترامب، مايك بومبيو، في يناير من عام 2023 عن دار هاربر كولينز للنشر. أثارت اهتماماً لافتاً نظراً لما تضمنه كتاب السياسي الجمهوري الذي سبق وأن شغل منصب مدير وكالة الاستخبارات المركزية الأمريكية ( سي آي إيه )، والعسكري السابق في الجيش الأمريكي. ووصفته صحيفة واشنطن بوست بأنه "ليس كمعظم الكتب التي يكتبها أشخاص يطمحون لرئاسة البلاد، بل إنه كتاب مثير للإهتمام وأكثر شراسة"، وسجل الكتاب حضوراً في قائمة نيويورك تايمز لأكثر الكتب مبيعاً، بجانب كتاب " الاحتياطي " ومذكرات ميشيال أوباما وغيرها.

## عن الكتاب
كشف بومبيو في مذاكراته العديد من القضايا التي أثارت ضجة إعلامية، قبل عزمه خوض غمار الترشح لرئاسة البلاد، في حال لم يترشح دونالد ترامب لانتخابات 2024. وزعم بومبيو في مذكراته أن السفيرة الأمريكية للأمم المتحدة السابقة، نيكي هايلي، تآمرت مع إيفانكا ترامب وزوجها كوشنر، لمحاولة أن تصبح نائبًا للرئيس ترامب، إلا أن هايلي نفت الأمر تماماً في تصريح لشبكة "سي ان ان" الأمريكية، وأضافت في مقابلة فوكس نيوز "من المحزن أن تنشر الأكاذيب والقيل والقال لبيع كتاب".

### أنجح عمليات الاستخبارات الأمريكية
أشار بومبيو في مذكراته إلى تدخل "سي أي إيه" لانقاذ عملاء من الموساد بطلب من رئيس الجهاز الإسرائيلي، بعد أن كانوا في خطر خلال عملية مصادرة الأرشيف النووي الإيراني السري في قلب طهران في 2018، واصفًا إياها بأنها واحدة "من أهم العمليات السرية التي أُجريت على الإطلاق". وأضاف "بعد اتصال رئيس الموساد بي، تم توجيه عملاء الموساد في طهران إلى منازل آمنة، وبعد 48 ساعة عادوا إلى بلدانهم من دون أن يعلم العالم".

### شفير حرب بين الهند وباكستان
وأكّد بومبيو أن بلاده جنّبت التصعيد في مواجهة نووية محتملة عام 2019 بين الهند وباكستان، قائلاً "لا أعتقد أن العالم يُدرك تمامًا مدى اقتراب التنافس بين الهند وباكستان من مواجهة نووية، كان البلدين على شفير حرب، بعد أن شنت الهند ضربات جوية على باكستان". وروى أنه خلال وجوده في هانوي للمشاركة في قمة بين الرئيس الأميركي والزعيم الكوري الشمالي، كيم جونغ أون أيقظه اتصالاً من مسؤول هندي كبير من النوم، ليبلغه بأن الباكتسانيين بدأوا في إعداد أسلحتهم النووية لشن ضربة، في حين تبحث الهند في التصعيد. وقال إنه طلب من الهند عدم القيام بأي خطوة لتتمكن الدبلوماسية من نزع فتيل الأزمة، مضيفًا "لم تكن أي دولة أخرى لتتمكن من القيام بما فعلناه تلك الليلة لتجنب نتيجة مروعة".

### ترامب وماكرون
وينقل بومبيو في مذكراته موقفًا حادًا من رئيسه ترامب تجاه الرئيس الفرنسي، إيمانويل ماكرون، عند محاولة الأخير انقاذ الاتفاق النووي الإيراني، وصرخ ترمب في وجه الرئيس الفرنسي قائلاً "توقف، توقف عن الاتصال بي. توقف عن الاتصال بهم (الإيرانيين) واستجدائهم، تبدو مثل فتاة صغيرة ضعيفة! احكم بلدك أو سيقوم بذلك (أصحاب) السترات الصفراء".

### الملف الأفغاني
وتطرق بومبيو في كتابه إلى الملف الأفغاني، والمفاوضات الأمريكية مع حركة طالبان، واتهم بومبيو الرئيس السابق محمد أشرف غني بعرقلة محادثات السلام، واصفًاً إياه بأنه "أسوأ زعيم قابلته على الإطلاق". وعن حفل توقيع اتفاق الدوحة مع طالبان يقول بومبيو إنها "أسوأ تجربة في حياته كوزير للخارجية عندما شاهد طالبان في حفل توقيع الاتفاق بالزي الأفغاني، لأنه ذكّره بأسامة بن لادن".

### إيران وسليماني
وخصص بومبيو مساحة مهمة للملف الإيراني، وكشف كواليس الغارة التي استهدفت قاسم سليماني، كما تناول لقاء جمعه مع رئيس الوزراء العراقي السابق حيدر العبادي في بغداد تعكس قوة سليماني في العراق، حينما حذره بومبيو من العقوبات الأمريكية جراء استيراد الكهرباء من إيران ويعرض عليه دعمًا أمريكيًا، ليرد العبادي: " بعدما تغادر سيأتي قاسم سليماني لرؤيتي، ربما بإمكانك أخذ أموالي، لكنه سيسلب مني حياتي".
ويكشف بومبيو عن فحوى رسالة أرسلها لسليماني عندما كان مديراً لـ "سي آي إيه" يحذره من استهداف الأمريكيين، ويشير إلى أنه أوصى ترامب، بعد أن أصبح وزيرًا للخارجية في إدارته باستهداف سليماني في اجتماع في قصره في مارالاغو رفقة وزير الدفاع ورئيس هيئة الأركان المشتركة.
ويقول بومبيو عن الاجتماع الذي سبق استهداف سليماني" قلت لترامب سليماني يسافر من بيروت إلى دمشق وبغداد، يسافر في رحلات تجارية، ونحن نعرف مسار رحلته، إنه يخطط لقتل مزيد من الأميركيين، ولدينا الأدوات اللازمة لمنعه من قيادة هذه الجهود المميتة. حان الوقت لإيقاف عَهده المميت، هذا هدف عسكري مشروع "مضيفًا" ترامب أدرك الخطر، وحان الوقت لضغط الزناد".

### السعودية
وأكد بومبيو في كتابه أن العلاقات السعودية الأمريكية تغيظ وسائل الإعلام الأمريكية، مشيرًا إلى أن ولي العهد السعودي، محمد بن سلمان "يقود أكبر إصلاح ثقافي في تاريخ المملكة، وسيثبت أنه أحد أهم قادة عصره، وشخصية تاريخية بحق على المسرح العالمي". ويضيف أن زيارته للرياض، في أكتوبر 2018 جعلت الإعلام أكثر جنونًا من نباتي في مسلخ لحوم علاقتنا مع السعودية.

### مواجهة كيم جونغ أون
ويحكي بومبيو لقاء سري جمعه مع زعيم كوريا الشمالية كيم جونغ أون في 2018، حيث قال الزعيم الكوري لضيفه الأمريكي "لم أعتقد أنك ستأتي. لقد كنت تحاول قتلي"، ليرد بومبيو بفكاهة " ما زلت أحاول قتلك ".

## اقرأ أيضاً
- مايك بومبيو
- قائمة وزراء خارجية الولايات المتحدة